# Wilmer McLean

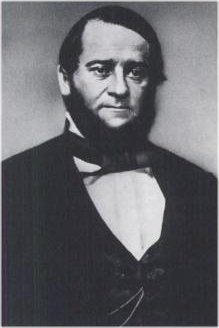
Wilmer McLean um 1860

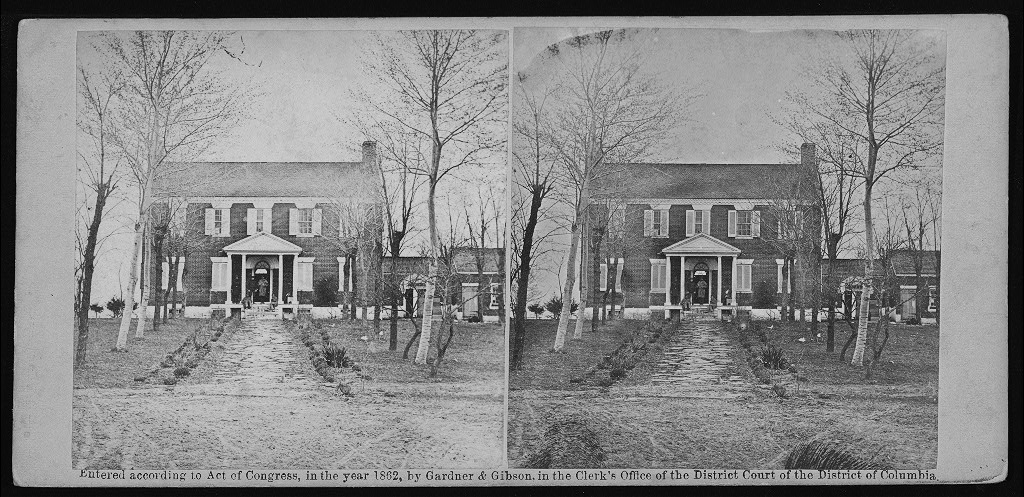
Beauregards Hauptquartier

Wilmer McLean (* 3. Mai 1814; † 5. Juni 1882 in Alexandria, Virginia) war ein amerikanischer Lebensmittelgroßhändler aus Virginia. Man sagt, dass der Amerikanische Bürgerkrieg „in seinem Vorgarten begann und in seinem Wohnzimmer endete“.
Die erste große Schlacht des amerikanischen Bürgerkrieges begann in Teilen auf seinem Grundstück in Manassas, im Juli 1861. Zufälligerweise kapitulierte die Armee unter General Robert E. Lee  am 9. April 1865 zudem in seinem Haus nahe Lynchburg.

## Werdegang
McLean besaß eine Farm in Manassas in Virginia, die Yorkshire Plantation. Am 21. Juli 1861 kam es an diesem Ort zu Gefechten, aus denen sich die Erste Schlacht am Bull Run entwickelte, die erste Schlacht des Bürgerkrieges. Brigadier General P.G.T. Beauregard von der Konföderierten Armee hatte sein Hauptquartier in McLeans Haus aufgeschlagen, und während der Kampfhandlungen kam es unter Beschuss durch Artillerie der Unionsarmee. Beauregard erinnerte sich später, dass eine langsame Kanonenkugel durch die Küchenfeuerstelle fiel und ihn und seinen Stab beim Essen aufschreckte. Auf dieses Geschehen bezieht sich die Bemerkung, der Bürgerkrieg habe in McLeans „Vorgarten“ begonnen.
McLean zog sich nach Kriegsausbruch ins südliche Virginia und damit tiefer in die Südstaaten zurück, um den Kampfhandlungen zu entgehen und sich weiter um seine im Süden konzentrierten Geschäftsinteressen kümmern zu können. Er bezog mit seiner Familie ein Anwesen bei Appomattox Court House.

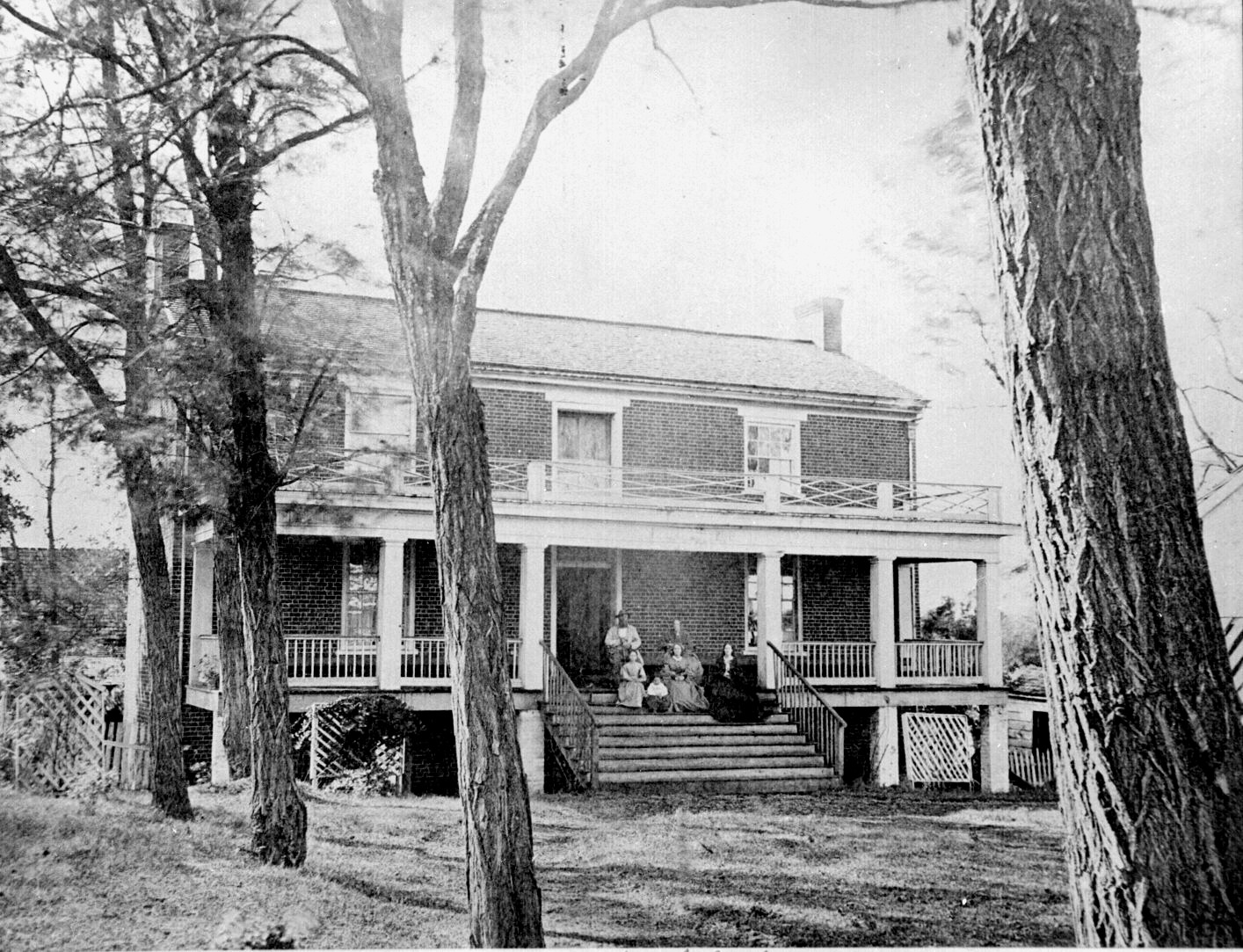
McLeans Haus in Appomattox Court House im April 1865

In der Nähe eben jener Ortschaft trafen vier Jahre später, am 9. April 1865, die konföderierten Truppen unter General Robert E. Lee und die Unionstruppen unter Lieutenant General Ulysses S. Grant aufeinander. Als Lee sich nach einem erfolglosen Versuch, aus der Umkreisung durch Grants Truppen auszubrechen, entschied, zu kapitulieren, suchte sein Stab einen angemessenen Ort für ein Treffen zwischen Lee und Grant. Da das Gerichtsgebäude in Appomattox Court House am Sonntag geschlossen war, gelangten sie schließlich zu McLeans Haus. Dieser ließ sie nur widerwillig ein. Die Kapitulation Lees gegenüber Grant wurde schließlich in McLeans Salon unterzeichnet. Dieser Akt gilt allgemein als das Ende des Bürgerkriegs, auch wenn es an anderen Orten zwischen anderen Truppenteilen auch noch nach diesem Datum zu Kampfhandlungen kam. Auf dieses Geschehen bezieht sich die Bemerkung, der Bürgerkrieg habe in McLeans „Wohnzimmer“ geendet.

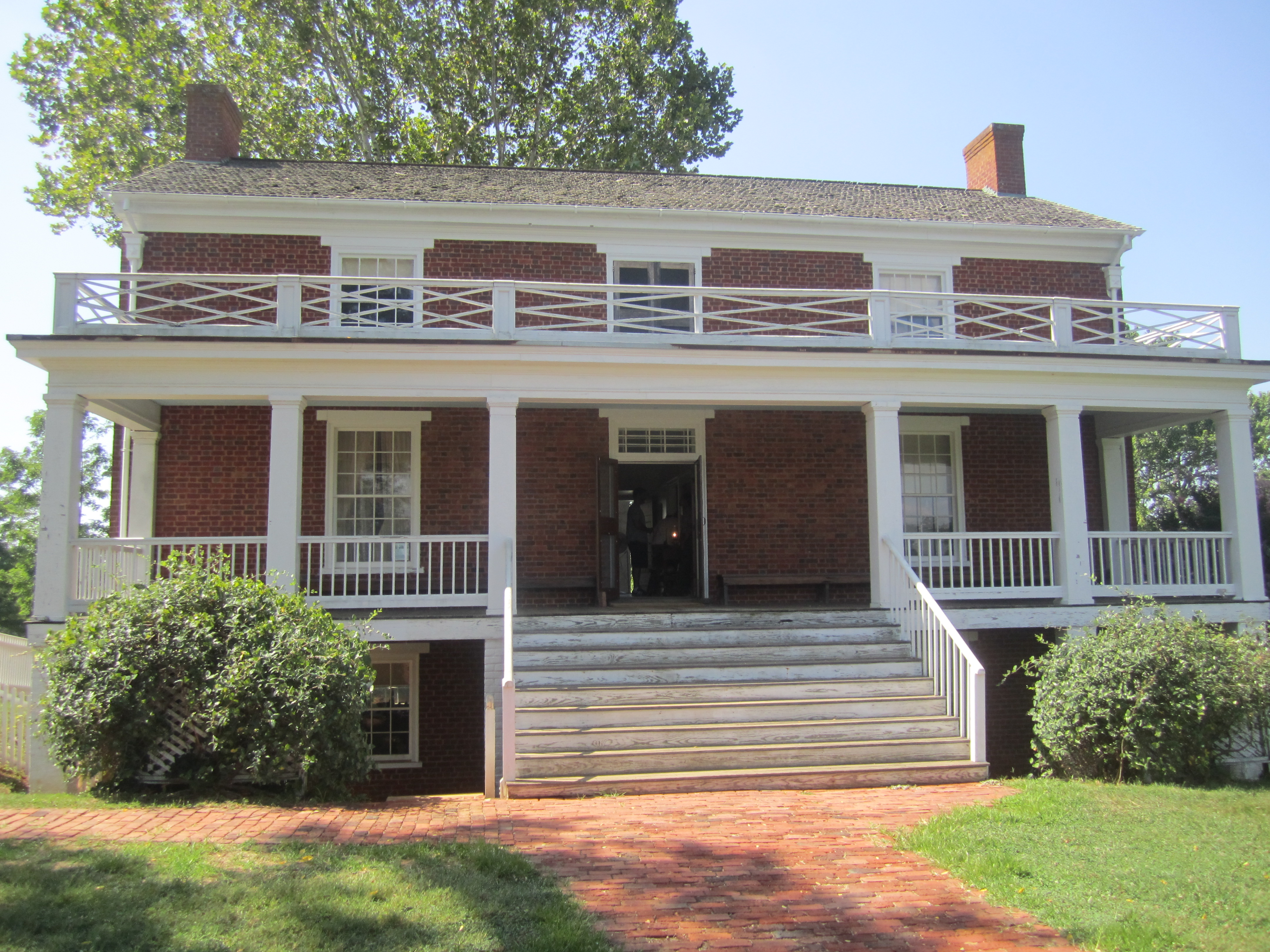
Das denkmalgeschützte McLean House heute

Nach der Kapitulationsunterzeichnung wurde McLeans Salon von den anwesenden Offizieren buchstäblich leergeräumt. Die Teilnehmer der Zeremonie wollten sich somit wertvolle Erinnerungsstücke sichern und nahmen praktisch alle Möbelstücke aus dem Raum mit sich. McLean, dem das freilich missfiel, wurde von den Generalen und hohen Stabsoffizieren mit teilweise hohen Geldsummen für die einzelnen Möbel entschädigt. Das Haus selbst ist heute Teil des Appomattox Court House National Monuments.
Nach dem Krieg musste McLean sein Haus bei Appomattox Court House 1867 wegen finanzieller Schwierigkeiten verkaufen. Die Familie zog zunächst zurück nach Manassas und später nach Alexandria. McLean arbeitete von 1873 bis 1876 für den Internal Revenue Service sowie von 1876 bis 1880 für das Bureau of Customs und starb 1882 in Alexandria.